# Grand Prix automobile de France 2005
GP précédent GP suivant
Le Grand Prix automobile de France 2005 (Formula 1 Grand Prix de France 2005), disputé sur le circuit de Nevers Magny-Cours à 12 km au sud de Nevers le 3 juillet 2005, est la 741e épreuve du championnat du monde de Formule 1 courue depuis 1950 et la dixième manche du championnat 2005.

## Qualifications
| Pos | N° | Pilote               | Écurie            | Temps          | Écart     |
| --- | -- | -------------------- | ----------------- | -------------- | --------- |
| 1   | 5  | Fernando Alonso      | Renault           | 1 min 14 s 412 |           |
| 2   | 16 | Jarno Trulli         | Toyota            | 1 min 14 s 521 | + 0 s 109 |
| 3   | 9  | Kimi Räikkönen       | McLaren-Mercedes  | 1 min 14 s 559 | + 0 s 147 |
| 4   | 1  | Michael Schumacher   | Ferrari           | 1 min 14 s 572 | + 0 s 160 |
| 5   | 4  | Takuma Satō          | BAR-Honda         | 1 min 14 s 655 | + 0 s 243 |
| 6   | 2  | Rubens Barrichello   | Ferrari           | 1 min 14 s 832 | + 0 s 420 |
| 7   | 6  | Giancarlo Fisichella | Renault           | 1 min 14 s 887 | + 0 s 475 |
| 8   | 3  | Jenson Button        | BAR-Honda         | 1 min 15 s 051 | + 0 s 639 |
| 9   | 10 | Juan Pablo Montoya   | McLaren-Mercedes  | 1 min 15 s 406 | + 0 s 994 |
| 10  | 12 | Felipe Massa         | Sauber- Petronas  | 1 min 15 s 566 | + 1 s 154 |
| 11  | 11 | Jacques Villeneuve   | Sauber- Petronas  | 1 min 15 s 699 | + 1 s 287 |
| 12  | 17 | Ralf Schumacher      | Toyota            | 1 min 15 s 771 | + 1 s 359 |
| 13  | 7  | Mark Webber          | Williams-BMW      | 1 min 15 s 885 | + 1 s 473 |
| 14  | 8  | Nick Heidfeld        | Williams-BMW      | 1 min 16 s 207 | + 1 s 795 |
| 15  | 14 | David Coulthard      | Red Bull-Cosworth | 1 min 16 s 434 | + 2 s 022 |
| 16  | 15 | Christian Klien      | Red Bull-Cosworth | 1 min 16 s 547 | + 2 s 135 |
| 17  | 19 | Narain Karthikeyan   | Jordan-Toyota     | 1 min 17 s 857 | + 3 s 445 |
| 18  | 20 | Patrick Friesacher   | Minardi-Cosworth  | 1 min 17 s 960 | + 3 s 548 |
| 19  | 18 | Tiago Monteiro       | Jordan-Toyota     | 1 min 18 s 047 | + 3 s 635 |
| 20  | 21 | Christijan Albers    | Minardi-Cosworth  | 1 min 18 s 335 | + 3 s 923 |

## Classement
| Pos  | N° | Pilote               | Écurie            | Tours | Temps/Abandon                      | Grille | Points |
| ---- | -- | -------------------- | ----------------- | ----- | ---------------------------------- | ------ | ------ |
| 1    | 5  | Fernando Alonso      | Renault           | 70    | 1 h 31 min 22 s 233 (202,638 km/h) | 1      | 10     |
| 2    | 9  | Kimi Räikkönen       | McLaren-Mercedes  | 70    | + 12 s 147                         | 13     | 8      |
| 3    | 1  | Michael Schumacher   | Ferrari           | 70    | + 1 min 21 s 914                   | 3      | 6      |
| 4    | 3  | Jenson Button        | BAR-Honda         | 69    | + 1 tour                           | 7      | 5      |
| 5    | 16 | Jarno Trulli         | Toyota            | 69    | + 1 tour                           | 2      | 4      |
| 6    | 6  | Giancarlo Fisichella | Renault           | 69    | + 1 tour                           | 6      | 3      |
| 7    | 17 | Ralf Schumacher      | Toyota            | 69    | + 1 tour                           | 11     | 2      |
| 8    | 11 | Jacques Villeneuve   | Sauber- Petronas  | 69    | + 1 tour                           | 10     | 1      |
| 9    | 2  | Rubens Barrichello   | Ferrari           | 69    | + 1 tour                           | 5      |        |
| 10   | 14 | David Coulthard      | Red Bull-Cosworth | 69    | + 1 tour                           | 15     |        |
| 11   | 4  | Takuma Satō          | BAR-Honda         | 69    | + 1 tour                           | 4      |        |
| 12   | 7  | Mark Webber          | Williams-BMW      | 68    | + 2 tours                          | 12     |        |
| 13   | 18 | Tiago Monteiro       | Jordan-Toyota     | 67    | + 3 tours                          | 19     |        |
| 14   | 8  | Nick Heidfeld        | Williams-BMW      | 66    | + 4 tours                          | 14     |        |
| 15   | 19 | Narain Karthikeyan   | Jordan-Toyota     | 66    | + 4 tours                          | 17     |        |
| Abd. | 10 | Juan Pablo Montoya   | McLaren-Mercedes  | 46    | Moteur                             | 8      |        |
| Abd. | 21 | Christijan Albers    | Minardi-Cosworth  | 37    | Crevaison                          | 20     |        |
| Abd. | 20 | Patrick Friesacher   | Minardi-Cosworth  | 33    | Crevaison                          | 18     |        |
| Abd. | 12 | Felipe Massa         | Sauber- Petronas  | 30    | Panne hydraulique                  | 9      |        |
| Abd. | 15 | Christian Klien      | Red Bull-Cosworth | 1     | Pression d'essence                 | 16     |        |

## Pole position et record du tour
- Pole position : Fernando Alonso en 1 min 14 s 412
- Meilleur tour en course : Kimi Raïkkönen en 1 min 16 s 423 au 25e tour.

## Tours en tête
- Fernando Alonso 70 (1-70)

## Classements généraux à l'issue de la course
| Pos | Pilote               | Écurie            | Points |
| --- | -------------------- | ----------------- | ------ |
| 1   | Fernando Alonso      | Renault           | 69     |
| 2   | Kimi Räikkönen       | McLaren-Mercedes  | 45     |
| 3   | Michael Schumacher   | Ferrari           | 40     |
| 4   | Jarno Trulli         | Toyota            | 31     |
| 5   | Rubens Barichello    | Ferrari           | 29     |
| 6   | Nick Heidfeld        | Williams-BMW      | 25     |
| 7   | Ralf Schumacher      | Toyota            | 22     |
|     | Mark Webber          | Williams-BMW      | 22     |
| 9   | Giancarlo Fisichella | Renault           | 20     |
| 10  | David Coulthard      | Red Bull-Cosworth | 17     |
| 11  | Juan Pablo Montoya   | McLaren-Mercedes  | 16     |
| 12  | Felipe Massa         | Sauber- Petronas  | 7      |
| 13  | Jacques Villeneuve   | Sauber- Petronas  | 6      |
|     | Alexander Wurz       | McLaren-Mercedes  | 6      |
|     | Tiago Monteiro       | Jordan-Toyota     | 6      |
| 16  | Jenson Button        | BAR-Honda         | 5      |
|     | Narain Karthikeyan   | Jordan-Toyota     | 5      |
| 18  | Pedro de la Rosa     | McLaren-Mercedes  | 4      |
|     | Christian Klien      | Red Bull-Cosworth | 4      |
|     | Christijan Albers    | Minardi-Cosworth  | 4      |
| 21  | Patrick Friesacher   | Minardi-Cosworth  | 3      |
| 22  | Vitantonio Liuzzi    | Red Bull-Cosworth | 1      |

## Statistiques
- 6e victoire pour Fernando Alonso.
- 23e victoire pour Renault  en tant que constructeur.
- 103e victoire pour Renault  en tant que motoriste.
- Kimi Räikkönen reçoit une pénalité et rétrograde de dix places pour avoir changé de moteur vendredi.